# Mercosur
Mercosur of Mercosul (in het Spaans: Mercado Común del Sur, Portugees: Mercado Comum do Sul, Guaraní Ñemby Ñemuha, Nederlands: Zuidelijke Gemeenschappelijke Markt) is een douane-unie tussen Brazilië, Argentinië, Uruguay, Paraguay en Bolivia (sinds juli 2024). Venezuela was tussen 2012 en 2016 ook lid. Mercosur werd opgericht op 26 maart 1991.

## Doel
Het doel van de organisatie is om vrije handel en vrij verkeer van goederen, personen en kapitaal te bevorderen. Het voorzitterschap wordt iedere zes maanden gewisseld. Mercosur is de op drie na grootste gemeenschappelijke markt ter wereld, na de Europese Unie (EU), de Verenigde Staten en Japan.

## Geschiedenis
Mercosur kreeg zware klappen te verduren toen de Argentijnse economie in 2002 ineenzakte.
In december 2004 vormden de Andesgemeenschap en Mercosur samen de Unie van Zuid-Amerikaanse Naties, een organisatie naar het patroon van de Europese Unie.
In 2008 reageerde de organisatie op het patrouilleren van de Amerikaanse vierde vloot voor de Braziliaanse kust. De leiders van Mercosur waren het erover eens wat de reden van deze actie was, namelijk het streven van de Verenigde Staten om de recent gevonden voorraad aardolie voor de kust van Brazilië te beheersen. Brazilië heeft het voornemen de 200-mijlszone uit te breiden naar 350 zeemijl.
In december 2016 werd het lidmaatschap van Venezuela geschorst. Het land had sinds 2012 de tijd om diverse binnenlandse regelingen aan te passen op het gebied van, onder andere, de economie, mensenrechten en immigratie. Venezuela is er niet in geslaagd hieraan binnen de gestelde termijn, ondanks een verlenging, te voldoen en verliest daarmee zijn stemrecht in het samenwerkingsverband.

## Lidmaatschap

### Leden
- Argentinië (1991)
- Brazilië (1991)
- Paraguay (1991)
- Uruguay (1991)
- Venezuela (2012, geschorst in december 2016)
- Bolivia (geassocieerd lid sinds 1996, lid per 2016)[3]

Het enige land dat nog moet instemmen met de toetreding van Bolivia is Brazilië. Na een jarenlange vertraging heeft de Braziliaanse senaat in november 2023 eindelijk ingestemd. Alleen president Lula moet nog een handtekening plaatsen en dan is de toetreding van Bolivia geregeld.
In de onderstaande tabel zijn de belangrijke kenmerken van de leden opgenomen. Vooral Brazilië is een grote partij ten opzichte van de andere leden. Alle cijfers hebben betrekking op het jaar 2020.
| Staat      | Oppervlakte (× 1000 km²) | Inwoners (× 1000) | BNP (US$ miljard) | BNP (in US$ per hoofd) | BNP (in PPPUS$ per hoofd) |
| ---------- | ------------------------ | ----------------- | ----------------- | ---------------------- | ------------------------- |
| Brazilië   | 8.515                    | 200.978           | 1.476             | 7.345                  | 15.806                    |
| Argentinië | 3.761                    | 45.388            | 389               | 8.572                  | 20.793                    |
| Paraguay   | 407                      | 7.253             | 35                | 4.885                  | 12.834                    |
| Uruguay    | 176                      | 3.531             | 54                | 15.198                 | 22.638                    |
| Bolivia    | 1.099                    | 11.630            | 37                | 3.173                  | 8.324                     |

### Geassocieerde leden
- Chili (1996)
- Peru (2003)
- Colombia (2004)
- Ecuador (2004)
- Suriname (2015)[6]
- Guyana (2015)

### Observerende leden
Nieuw-Zeeland en Mexico zijn observerende leden.
- Nieuw-Zeeland (2010)
- Mexico (niet beschikbaar)

## Relatie met Europese Unie
De internationale handel tussen de Europese Unie (EU) en Mercosur is de afgelopen jaren snel in omvang gegroeid. De EU is de grootste investeerder in de landen van Mercosur en er is een programma waarbij de EU hulp biedt op het gebied van technologie en landbouw.
In 2010 zijn onderhandelingen begonnen over een handelsovereenkomst. De export van de EU naar Mercosur bestaat vooral uit industriegoederen, terwijl de EU vooral agrarische producten uit Mercosur importeert. Op 28 juni 2019 kondigde EU-commissaris voor handel Cecilia Malmström aan beide partijen een politiek akkoord over meer vrijhandel hadden gesloten, met als voordelen voor Europa de verregaande verlaging of afschaffing van importheffingen op industriële goederen als auto’s, machines en medicijnen. Het Mercosur-handelsblok zou dan weer profiteren van een stelselmatige liberalisering van de meeste heffingen op landbouwproducten, met name rundvlees, suiker en pluimvee, hoewel er invoerquota zouden blijven gelden.
Dit principeakkoord is echter nog helemaal geen uitgewerkt, laat staan goedgekeurd, verdrag. Er is heftige kritiek vanuit de Europese landbouwsector die een verlaging van de standaarden inzake volksgezondheid en dierenwelzijn vreest. De milieubeweging is ook ongerust, onder meer omdat bepaalde chemisch bestrijdingsmiddel, die in Europa zijn verboden, in Zuid-Amerika legaal gebruikt kunnen worden en dus onrechtstreeks op ons bord belanden. Het Europees Parlement verwierp in een rapport van 7 oktober 2020, de huidige overeenkomst wegens niet verenigbaar met de EU-normen voor klimaatbeleid en milieubescherming, en Europees ombudsvrouw Emily O'Reilly oordeelde in maart 2021 dat “de duurzaamheidsbeoordeling had moeten zijn voltooid vóór het sluiten van de handelsovereenkomst”. De gemaakte afspraken inzake sociale kwesties en milieu zijn ook niet afdwingbaar, omdat het akkoord geen handelssancties voorziet.
In november 2023 was er nog hoop om tot een finale overeenstemming te komen tijdens een bijeenkomst op 7 december 2023 in Rio de Janeiro. Hiermee zou worden voorkomen dat de overwinning van de libertariër Javier Milei in Argentinië de handelsovereenkomst zou doen ontsporen. Milei treedt op 10 december 2023 aan als president en hij heeft in zijn campagne zich fel gekeerd tegen Mercosur en de overeenkomst met de EU. Volgens Milei is Mercosur een “fenomenale mislukking” en noemde het een “douane-unie van slechte kwaliteit die handelsverstoringen veroorzaakt en haar leden schaadt”. Hij wil Argentinië uit de Mercosur halen en de deal met de EU blokkeren. In januari 2024 riep de Franse president Macron, mede onder druk van de aanhoudende boerenprotesten, de Europese Commissie op om het vrijhandelsakkoord in zijn huidige vorm niet goed te keuren.
Op 6 december 2024 sloten de Europese Commissie en de landen van Mercosur in Montevideo (Uruguay) het vrijhandelsakkoord. Het akkoord moet nog goedgekeurd worden door de lidstaten in de Raad, en door het Europees Parlement.